# Reederei Gebr. Ulmann
Die Reederei Gebr. Ulmann war eine Reederei in Hamburg. Das Unternehmen begann 1948 mit der Schifffahrt, anfangs in der Rhein-Seeschifffahrt, später in der Seeschifffahrt. 1955 wurde der Reedereibetrieb eingestellt.

## Geschichte
Das Speditionsunternehmen Gebrüder Ulmann wurde 1891 gegründet und war auch im Umschlag und in der Schifffahrt engagiert. 1948 wurde das 1929 gebaute Küstenmotorschiff Sülfmeister übernommen. 1950 orderten Gebrüder Ulmann sechs kleine Motorfrachter bei H. C. Stülcken Sohn für die Rhein-Seeschifffahrt. Die Schiffe fuhren von Basel bis Südschweden. Da auf dem Oberrhein keine Nachtfahrt möglich war, dauerten die Reisen mit rund 14 Tagen zu lange. Daher kam die Rheinfahrt nie in die Gewinnzone, wurde eingestellt und diese Schiffe wurden bis 1956 verkauft.
Die Reederei begann in Hamburg mit der reinen Seeschifffahrt und bestellten bei H. C. Stülcken Sohn die ersten Seeschiffe. 1950 und 1951 liefen die Motorfrachtschiffe St. Michael und St. Katherina vom Stapel, wurden jedoch erst 1952 in Dienst gestellt. Durch Schwierigkeiten bei der Lieferung der Hauptmotoren hatte sich die Ablieferung erheblich verspätet, wodurch Werft und Reederei hohe Verluste erlitten. Die Schiffe wurden in der Union-Afrika Linie eingesetzt und bedienten westafrikanische Häfen. 
Beides, die Verluste in der Rhein-Seeschifffahrt und die verspätete Ablieferung der Seeschiffe brachten die Reederei in Schwierigkeiten und die beiden Seeschiffe wurden an Fisser und van Doornum verkauft. 

## Flotte
Das 1929 von Gebr. van Diepen, Waterhuizen, gebaute Binnenmotorschiff Sülfmeister (89 BRT/110 tdw) wurde 1948 für die OHG Gebrüder Ulmann in Hamburg registriert. Es wurde bei D. W. Kremer Sohn zum Küstenmotorschiff umgebaut und 1970 abgebrochen.
1950 wurde das Rhein-Seeschiff Ulmbrueder 3 von H. C. Stülcken Sohn (249 BRT/336 tdw) übernommen und bis 1956 vorwiegend in der Rhein-Seeschifffahrt betrieben. Es wurde 1956 verkauft, in Cormoran II umbenannt und 1972 teilweise abgebrochen, wobei man den Rumpf zum Bau des Binnenschiffs Brandenburger Tor verwendete, das wenig später ausbrannte und 1979 wieder als Berolina in Fahrt kam. Es folgten 1950 die baugleichen Ulmbrueder 4 und Ulmbrueder 5. Die 1951 entstandene Ulmbrueder 6 sowie die 1952 abgelieferten Ulmbrueder 7 und Ulmbrueder 8 waren mit 337 BRT und 432 tdw etwas größer. Alle sechs Schiffe wurden von H. C. Stülcken Sohn gebaut.
1952 folgte das Frachtmotorschiff St. Michael (2050 BRT/3840 tdw), das von zwei Achtzylinder-Zweitaktmotoren von der WUMAG GmbH, Geesthacht, mit insgesamt 2.680 PS angetrieben wurde. Der Stapellauf war am 20. Dezember 1950 und die Ablieferung wegen verspäteter Motorenlieferung erst am 21. Mai 1952. 1958 wurde das Schiff an Fisser und van Doornum in Hamburg verkauft. Nach mehrfachen Eignerwechsel wurde es 1977 als Anna M. als Totalschaden erklärt, da es mit einer Zementladung in Brand geriet und auf Grund gesetzt wurde.
Am 7. August 1952 wurde das Schwesterschiff St. Katharina mit gleichen Daten und Problemen bei der Motorenlieferung an die Reederei abgeliefert. 1955 ging das Schiff an Fisser und van Doornum als Korrespondentreeder. Als Glory wurde es nach mehrfachen Eignerwechsel 1979 in La Spezia abgebrochen.

## Galerie

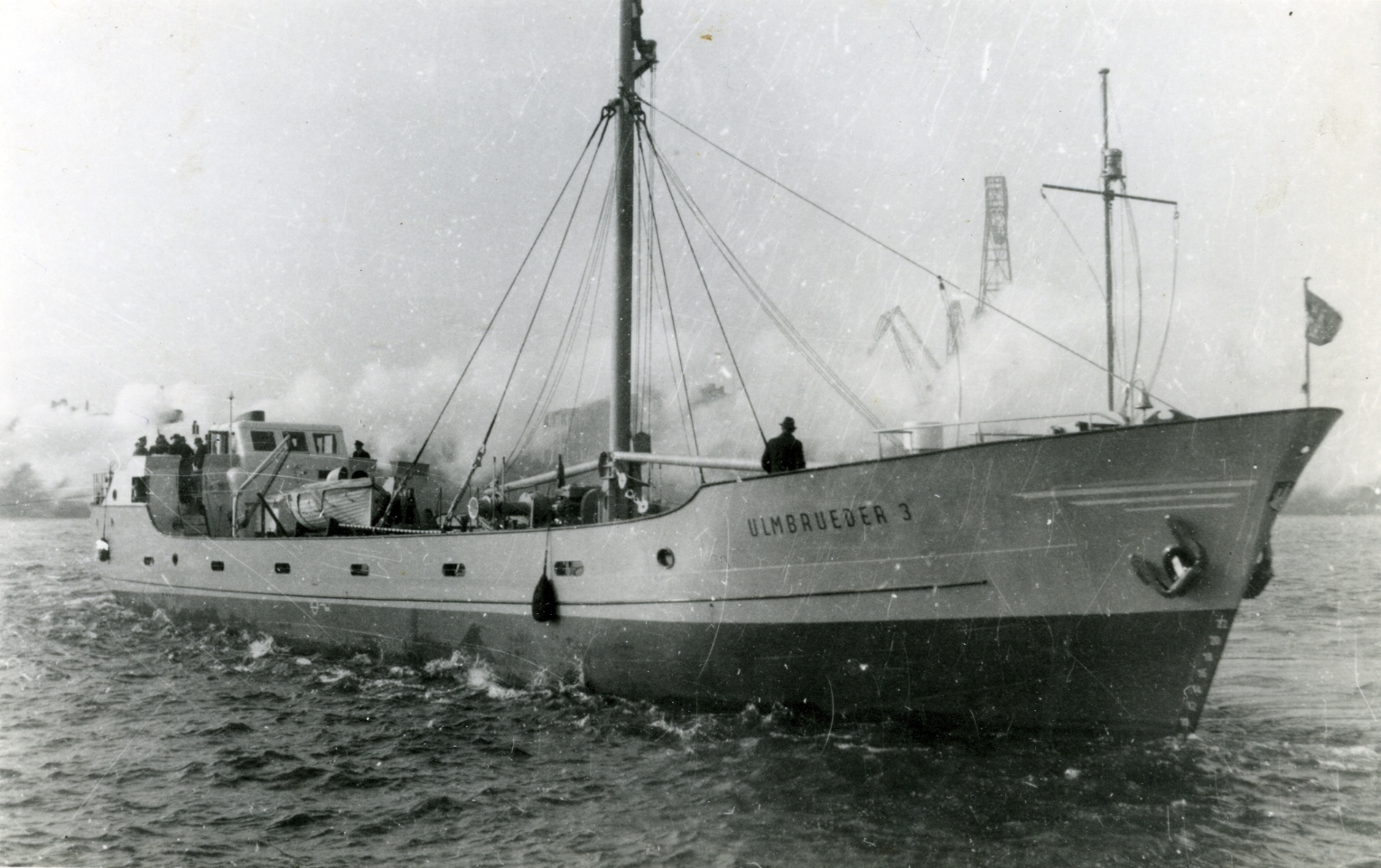
Ulmbrueder 3
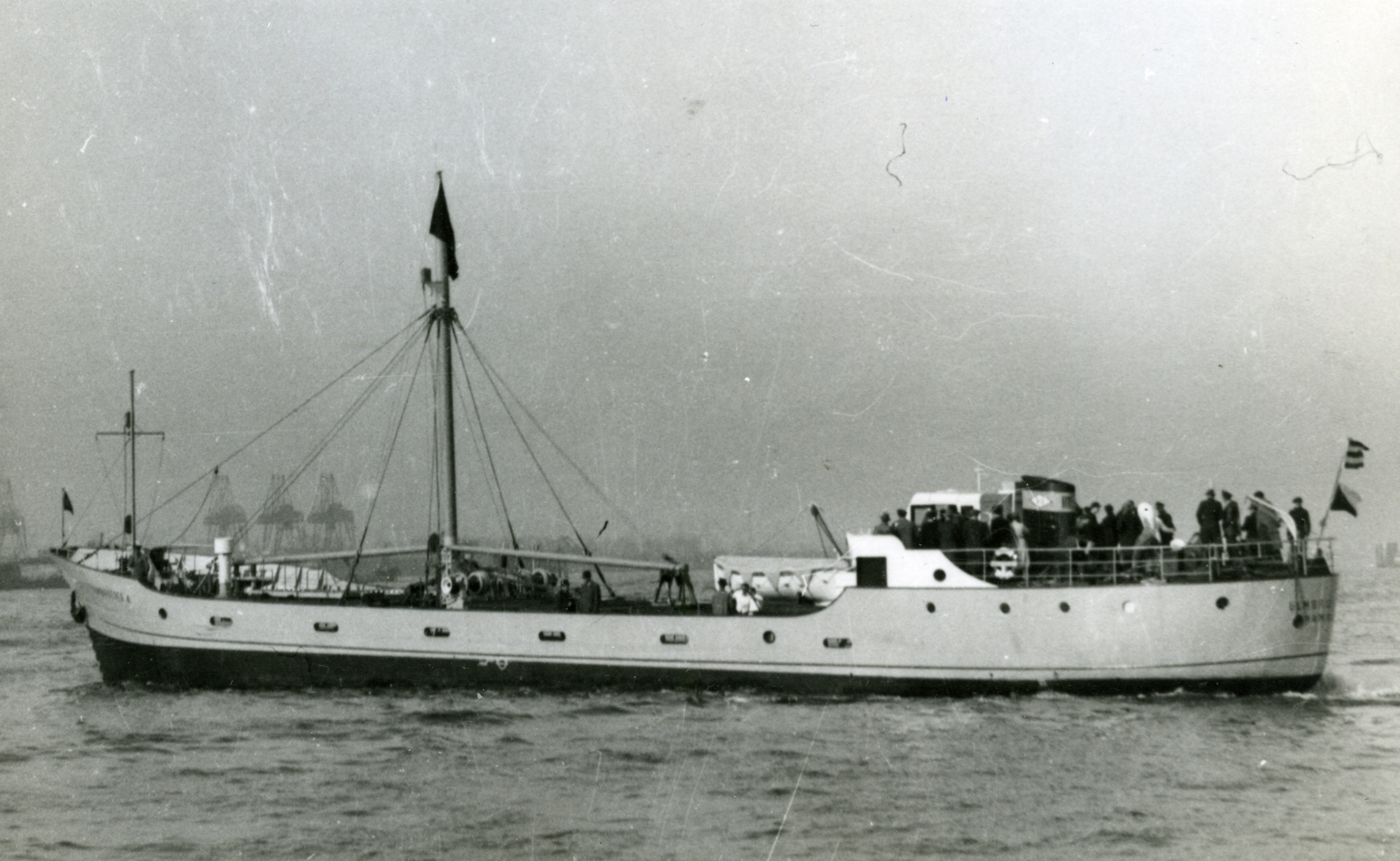
Ulmbrueder 4
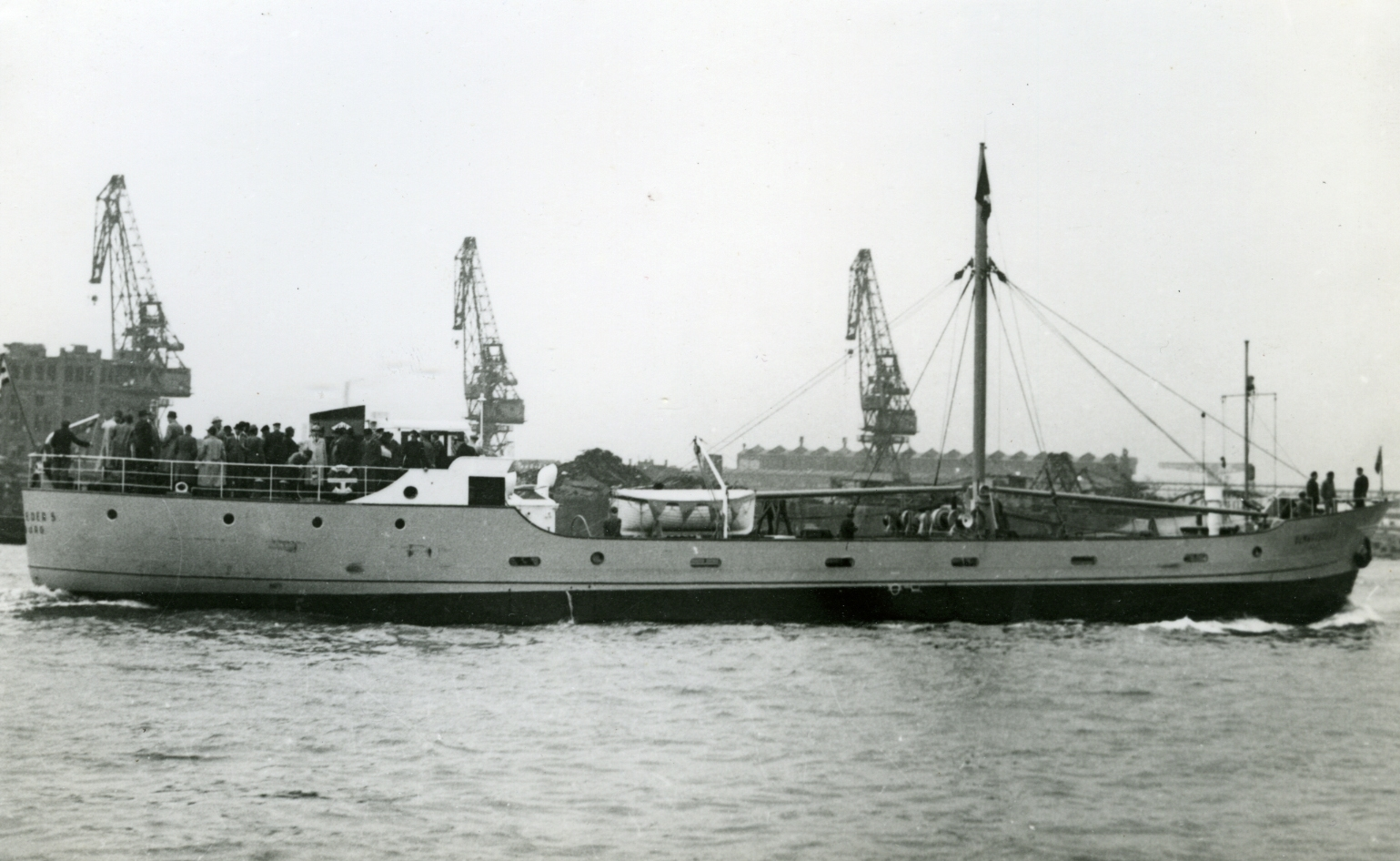
Ulmbrueder 5
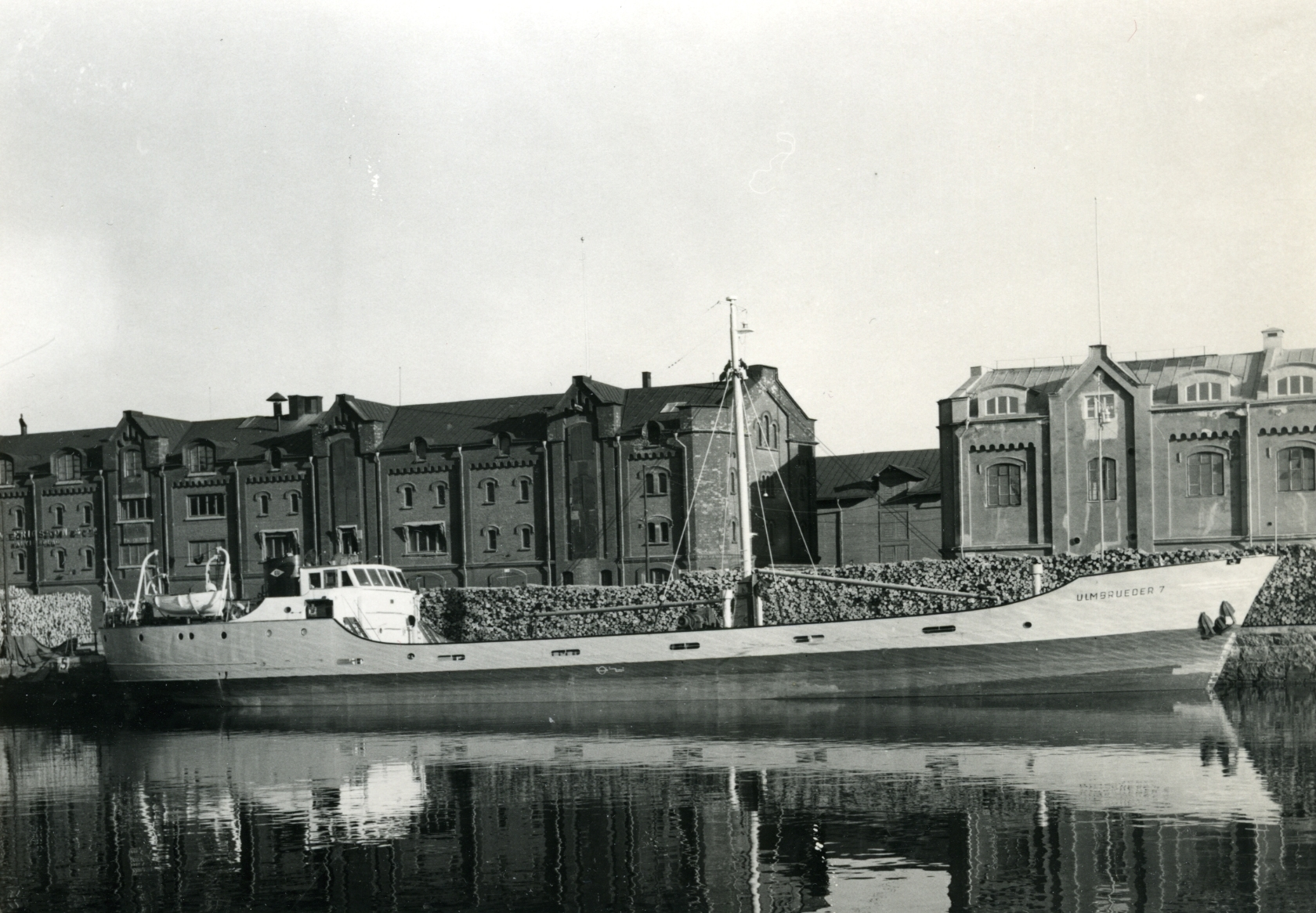
Ulmbrueder 7